# Campionati africani di atletica leggera 1984
I Campionati africani di atletica leggera 1984 sono stati la 3ª edizione dei Campionati africani di atletica leggera. La manifestazione si è svolta dal 12 al 15 luglio presso lo Stadio Moulay Abdallah di Rabat, in Marocco.

## Medagliati

### Uomini
| Specialità | Oro                   | Prestazione | Argento                | Prestazione | Bronzo                           | Prestazione |
| Corse piane |                       |             |                        |             |                                  |             |
| 100 m | Chidi Imoh            | 10"40       | Charles-Louis Seck     | 10"49       | Eseme Ikpoto                     | 10"58       |
| 200 m | Innocent Egbunike     | 20"66       | Eseme Ikpoto           | 21"19       | Ali Bakhta                       | 21"32       |
| 400 m | Gabriel Tiacoh        | 45"52       | Sunday Uti             | 46"16       | Hassan El Kachief                | 46"47       |
| 800 m | Sammy Koskei          | 1'45"17     | Moussa Fall            | 1'45"56     | Omer Khalifa                     | 1'45"78     |
| 1 500 m | Saïd Aouita           | 3'38"18     | Omer Khalifa           | 3'39"90     | Mehdi Aidet                      | 3'40"85     |
| 5 000 m | Abderrazak Bounour    | 13'41"94    | Samson Obwocha         | 13'41"98    | Kipsubai Koskei                  | 13'42"05    |
| 10 000 m | Kipsubai Koskei       | 28'11"70    | Ahmed Salah            | 28'17"40    | Mohamed Ali Chouri               | 28'49"80    |
| Corse a ostacoli |                       |             |                        |             |                                  |             |
| 110 hs | Philip Sang           | 14"15       | Riad Benhaddad         | 14"36       | Hisham Mohamed Makin             | 14"60       |
| 400 hs | Amadou Dia Bâ         | 49"30       | Henry Amike            | 49"95       | Ahmed Abdel Halim Ghanem         | 50"77       |
| 3 000 siepi | Joshua Kipkemboi      | 8'27"88     | Lahcene Babaci         | 8'36"60     | Habib Chérif                     | 8'38"26     |
| Prove su strada |                       |             |                        |             |                                  |             |
| Marcia 20 km | Abdelwahab Ferguène   | 1h30'02"    | Benamar Kachkouche     | 1h30'02     | Hassan Kouchaoui                 | 1h32'46"    |
| Salti |                       |             |                        |             |                                  |             |
| Salto in alto | Mohamed Aghlal        | 2,17 m      | Boubacar Guèye         | 2,14 m      | Azzedine Mostéfa Belba Ngaroudel | 2,05 m      |
| Salto con l'asta | Mohamed Bouihiri      | 4,60 m      | Mongi Labidi           | 4,40 m      | Choukri Abahnini                 | 4,40 m      |
| Salto in lungo | Paul Emordi           | 7,90 m      | Yusuf Alli             | 7,88 m      | Joseph Kio                       | 7,82 m      |
| Salto triplo | Joseph Taiwo          | 17,19 m     | Ajayi Agbebaku         | 16,96 m     | Mamadou Diallo                   | 16,68 m     |
| Lanci |                       |             |                        |             |                                  |             |
| Getto del peso | Ahmed Mohamed Ashoush | 18,45 m     | Ahmed Kamel Shata      | 18,09 m     | Mohamed Fatihi                   | 16,95 m     |
| Lancio del disco | Mohamed Naguib Hamed  | 58,62 m     | Abderrazak Ben Hassine | 54,46 m     | Mohamed Fatihi                   | 48,86 m     |
| Lancio del giavellotto | Tarek Chaabani        | 77,40 m     | Mongi Alimi            | 73,88 m     | Ahmed Mahour Bacha               | 71,86 m     |
| Lancio del martello | Hakim Toumi           | 68,64 m     | Hisham Abdeslam Zaki   | 61,04 m     | Yacine Louail                    | 59,90 m     |
| Prove multiple |                       |             |                        |             |                                  |             |
| Decathlon | Mourad Mahour Bacha   | 7 022 p.    | Hatem Bachar           | 6 890 p.    | Abdennacer Moumen                | 6 810 p.    |
| Staffette |                       |             |                        |             |                                  |             |
| Staffetta 4×100 m | Nigeria               | 39"49       | Costa d'Avorio         | 39"94       | Senegal                          | 40"86       |
| Staffetta 4×400 m | Senegal               | 3'04"76     | Nigeria                | 3'04"85     | Kenya                            | 3'06"73     |
| record mondiale; record mondiale stagionale; record africano; record dei campionati; record nazionale; record personale; record personale stagionale. |                       |             |                        |             |                                  |             |

### Donne
| Specialità | Oro                  | Prestazione | Argento           | Prestazione | Bronzo             | Prestazione |
| Corse piane |                      |             |                   |             |                    |             |
| 100 m | Doris Wiredu         | 11"88       | Joyce Odhiambo    | 11"93       | Grace Armah        | 11"98       |
| 200 m | Nawal El Moutawakel  | 23"93       | Mercy Addy        | 24"42       | Joyce Odhiambo     | 24"44       |
| 400 m | Ruth Atuti           | 54"05       | Mable Esendi      | 54"88       | Mercy Addy         | 56"36       |
| 800 m | Justina Chepchirchir | 2'04"52     | Florence Wanjiru  | 2'05"96     | Célestine N'Drin   | 2'07"72     |
| 1 500 m | Justina Chepchirchir | 4'18"45     | Fatima Aouam      | 4'22"75     | Leïla Bendahmane   | 4'23"15     |
| 3 000 m | Mary Chepkemboi      | 9'19"05     | Regina Chemeli    | 9'22"17     | Leïla Bendahmane   | 9'26"28     |
| Corse a ostacoli |                      |             |                   |             |                    |             |
| 100 hs | Maria Usifo          | 13"42       | Awa Dioum-Ndiaye  | 14"40       | Chérifa Meskaoui   | 14"55       |
| 400 hs | Nawal El Moutawakel  | 56"01       | Rachida Ferdjaoui | 1'03"17     | -                  | -           |
| Salti |                      |             |                   |             |                    |             |
| Salto in alto | Awa Dioum-Ndiaye     | 1,76 m      | Lucienne N'Da     | 1,73 m      | Salimata Coulibaly | 1,70 m      |
| Salto in lungo | Marianne Mendoza     | 5,93 m      | Basma Gharbi      | 5,77 m      | Dalila Tayebi      | 5,68 m      |
| Lanci |                      |             |                   |             |                    |             |
| Getto del peso | Odette Mistoul       | 15,51 m     | Souad Malloussi   | 15,31 m     | Aïcha Dahmous      | 13,44 m     |
| Lancio del disco | Zoubida Laayouni     | 52,70 m     | Aïcha Dahmous     | 50,12 m     | Chérifa Meskaoui   | 46,04 m     |
| Lancio del giavellotto | Ténin Camara         | 45,48 m     | Samira Benhamza   | 44,90 m     | Naïma Fouad        | 44,40 m     |
| Prove multiple |                      |             |                   |             |                    |             |
| Eptathlon | Chérifa Meskaoui     | 5 448 p.    | Frida Kiptala     | 5 292 p.    | Nacèra Achir       | 5 195 p.    |
| Staffette |                      |             |                   |             |                    |             |
| Staffetta 4×100 m | Kenya                | 46"18       | Ghana             | 46"20       | Gambia             | 47"20       |
| Staffetta 4×400 m | Kenya                | 3'37"76     | Ghana             | 3'45"96     | Marocco            | 3'54"41     |
| record mondiale; record mondiale stagionale; record africano; record dei campionati; record nazionale; record personale; record personale stagionale. |                      |             |                   |             |                    |             |

## Medagliere
| Posizione | Paese          | Oro | Argento | Bronzo | Totale |
| --------- | -------------- | --- | ------- | ------ | ------ |
| 1         | Kenya          | 10  | 6       | 3      | 19     |
| 2         | Marocco        | 7   | 3       | 8      | 18     |
| 3         | Nigeria        | 6   | 6       | 2      | 14     |
| 4         | Algeria        | 4   | 5       | 11     | 20     |
| 5         | Senegal        | 4   | 4       | 2      | 10     |
| 6         | Costa d'Avorio | 2   | 2       | 2      | 6      |
| 6         | Egitto         | 2   | 2       | 2      | 6      |
| 8         | Tunisia        | 1   | 5       | 2      | 8      |
| 9         | Ghana          | 1   | 3       | 2      | 6      |
| 10        | Gabon          | 1   | 0       | 0      | 1      |
| 11        | Sudan          | 0   | 1       | 2      | 3      |
| 12        | Gibuti         | 0   | 1       | 0      | 1      |
| 13        | Ciad           | 0   | 0       | 1      | 1      |
| 13        | Gambia         | 0   | 0       | 1      | 1      |
| Totale    | Totale         | 38  | 38      | 38     | 114    |